# Filiberto Fulgencio
Filiberto Fulgencio Cortés (nacido en Minatitlán, Veracruz el 22 de diciembre de 1972) es un exfutbolista mexicano que jugó en la demarcación de centrocampista.

## Trayectoria
Debutó con Veracruz en la temporada 94/95, un 13 de enero de 1995, en un Tecos UAG-Veracruz (3-2). se mantuvo 3 torneos con los tiburones en los que a poco fue ganando minutos y generó el interés del Atlético Celaya que lo contrató para el Invierno 97 en el que comúnmente alternó minutos en la banda con Roberto Andrade. Para el Verano 99 no entró en planes de la directiva y se fue al Cruz Azul Hidalgo de Primera A donde estuvo por un año.
En el verano 2000 regresó al máximo circuito con el Club Necaxa y salió el Invierno 2000 para volver a Atlético Celaya y disputar el torneo con más minutos que ha jugado, a pesar de eso la siguiente liga la disputó con el Puebla FC, aunque sólo vio acción en un partido contra su exequipo, Celaya. Se mudó de vuelta a la Primera A con Querétaro Fútbol Club donde estuvo un año, hasta que el equipo de Primera A se fue a Irapuato, pues el Querétaro compró la franquicia de Primera División de La Piedad y se llevaron a FiFu con ellos al máximo circuito.
Con los Gallos Blancos estuvo hasta el Clausura 2003 jugando algunos minutos y después de parar 6 meses por no encontrar equipo regresó a Primera A por última vez, con Delfines de Coatzacoalcos que recién ascendía de la Segunda División. Finalmente se retiró al siguiente torneo con los Trotamundos de Salamanca en el Clausura 2004 cuando aquel equipo desapareció por malos manejos.
Después del retiro regresó a Veracruz, donde juega en diversos equipos de ligas municipales y del Torneo Regional de Fútbol de Barrios, quien le ha visto dice que no ha perdido la habilidad. También lo hacen en homenajes y amistosos y ha ostentado algunos cargos locales, como la dirección de la Comisión Municipal del Deporte de Cosoleacaque o directivo de la Liga Olmeca de Béisbol Semiprofesional.
Durante sus nueve años en primera división jugó 86 partidos, fue titular en 43 y solamente completo 18 veces los noventa minutos. Accedió dos veces a estancias finales, pero no jugó ninguno de esos partidos.

### Clubes
| Club                  | País                | Año       | Partidos | Goles | Media |
| --------------------- | ------------------- | --------- | -------- | ----- | ----- |
| Veracruz              | México              | 1993-1997 | 18       | 2     | 0.11  |
| Atlético Celaya       | México              | 1997-1998 | 25       | 2     | 0.08  |
| Cruz Azul Hidalgo     | México              | 1999      | 8        | 0     | 0     |
| Atlético Yucatán      | México              | 1999      | 10       | 1     | 0.1   |
| Club Necaxa           | México              | 2000      | 6        | 0     | 0     |
| Atlético Celaya       | México              | 2000      | 15       | 1     | 0.07  |
| Puebla Fútbol Club    | México              | 2001      | 1        | 0     | 0     |
| Querétaro Fútbol Club | México              | 2001-2003 | 29       | 0     | 0     |
| Coatzacoalcos         | México              | 2003-2004 | 10       | 0     | 0     |
| Salamanca             | México              | 2004-2005 | 12       | 4     | 0.33  |
| Total en su carrera   | Total en su carrera | 1993-2005 | 134      | 10    | 0.07  |

## Estadísticas

### Resumen estadístico
| Competencia                | Partidos | Goles |
| -------------------------- | -------- | ----- |
| Primera División de México | 80       | 5     |
| Liga de Ascenso de México  | 55       | 5     |
| Total                      | 135      | 10    |